# Orthosia scoparia
Orthosia scoparia là một loài thực vật có hoa trong họ La bố ma. Loài này được (Nutt.) Liede & Meve mô tả khoa học đầu tiên năm 2008.

## Hình ảnh

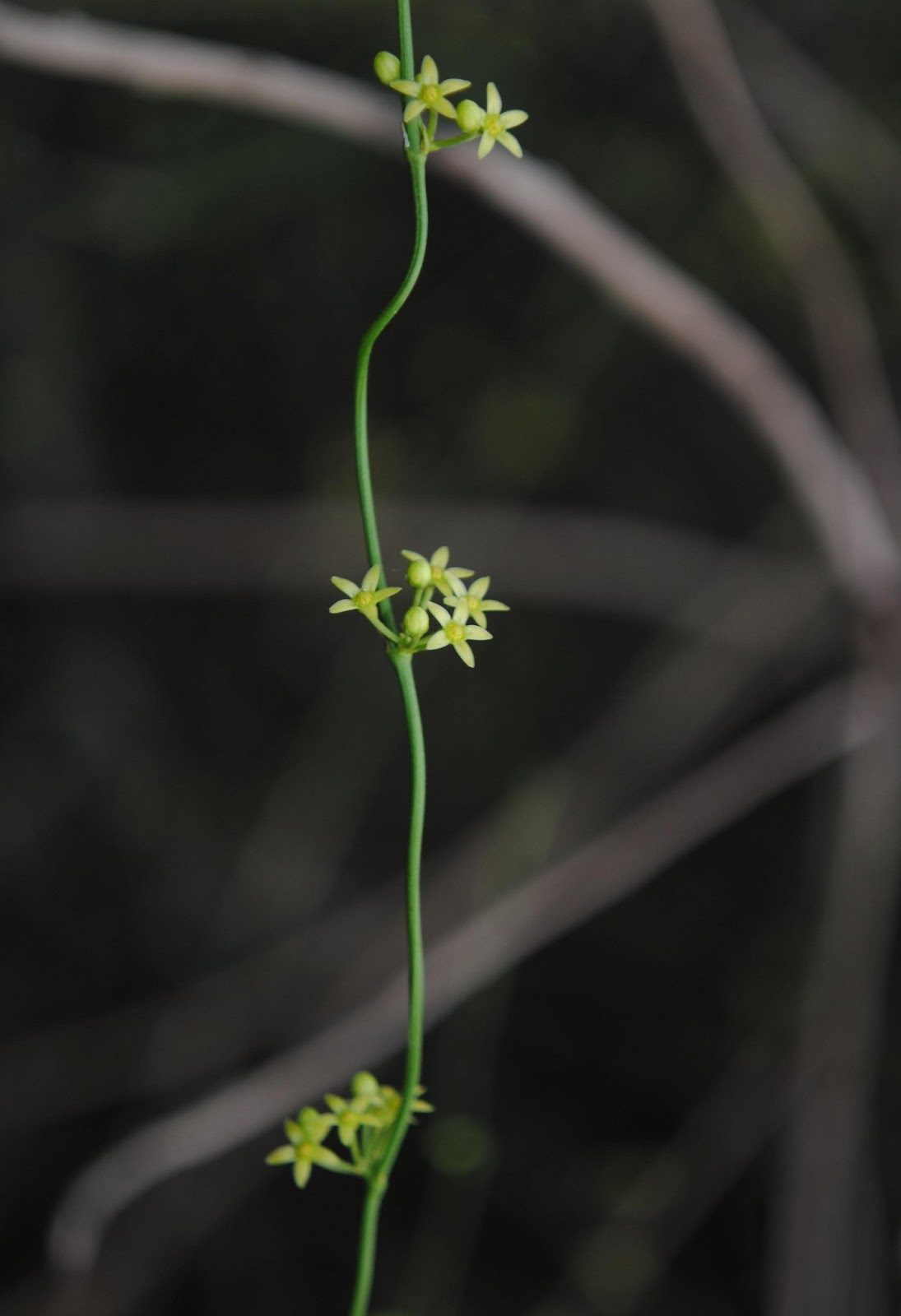
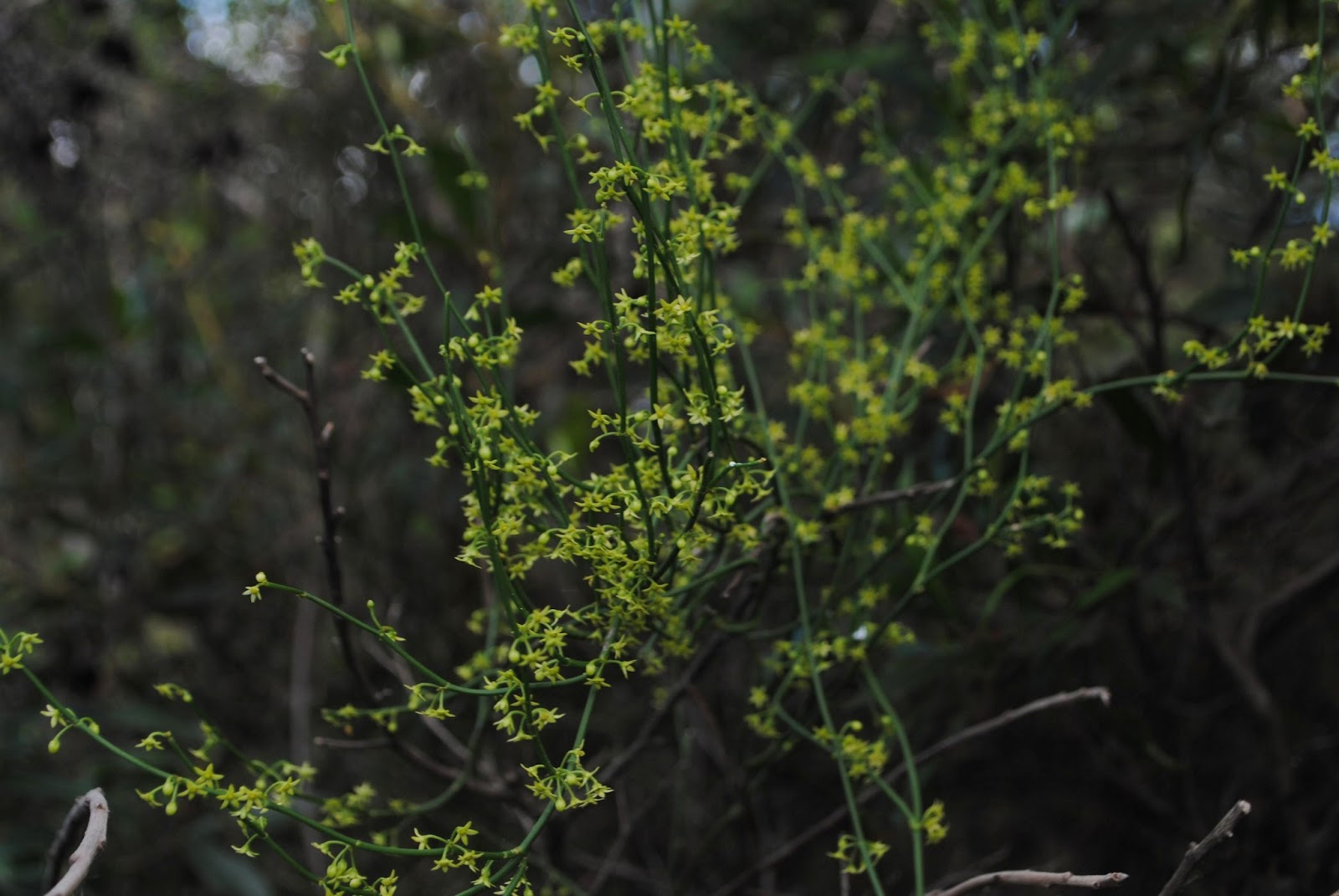
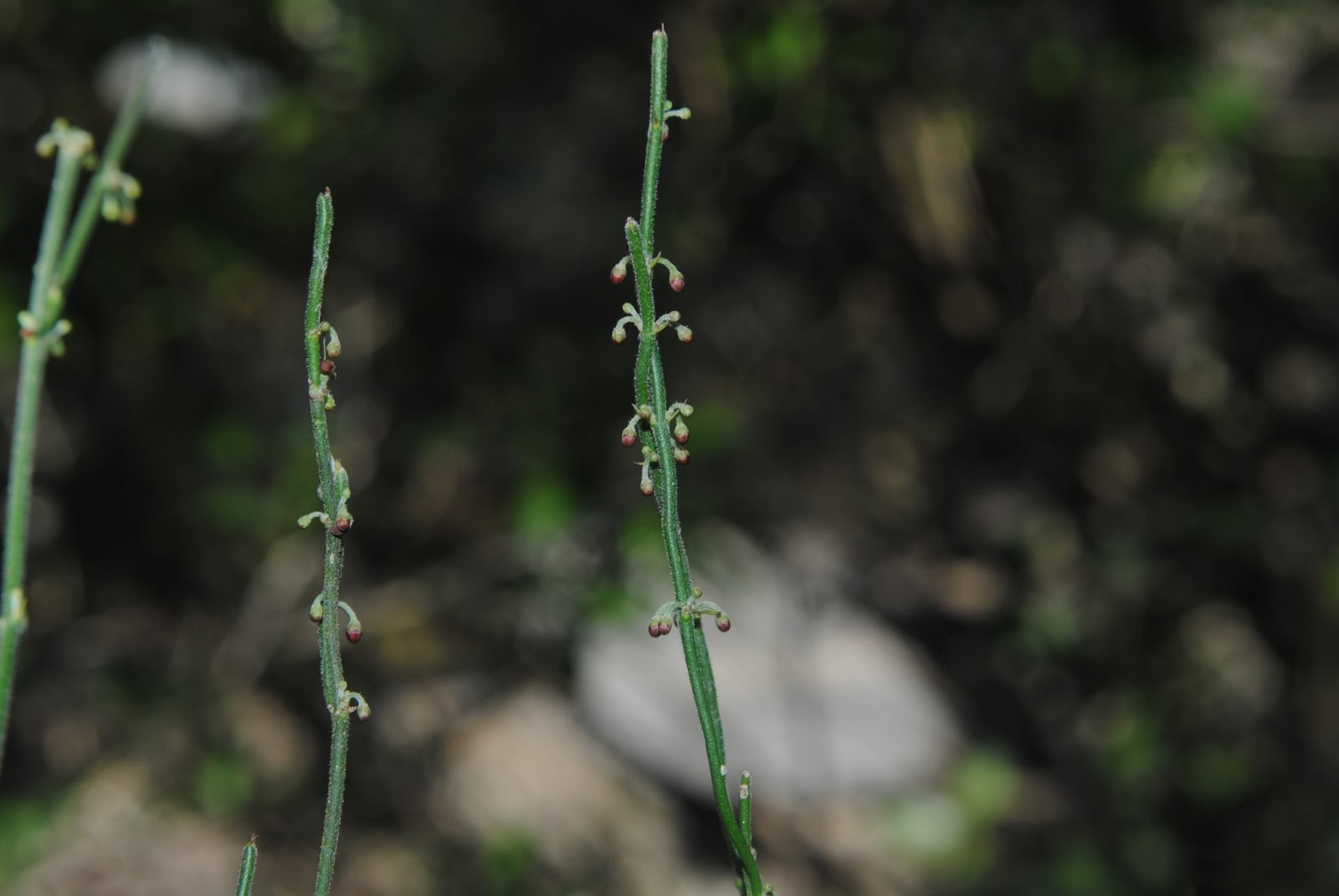